# Web.config
Web.config es el archivo principal de opciones de configuración para una aplicación web en ASP.NET. El archivo es un documento XML que define información de configuración concerniente a la aplicación web.
El archivo web.config contiene información que controla la carga de módulos, configuraciones de seguridad, configuraciones del estado de la sesión, opciones de compilación y el lenguaje de la aplicación. Los archivos web.config pueden contener también objetos específicos tales como cadenas de conexión a la base de datos.

## Herencia en el Web.config
El archivo web.config inicial para una aplicación debe ser colocado en el directorio raíz de la aplicación web. Los subdirectorios dentro de la aplicación web pueden contener sus propios archivos web.config que controlan las opciones de configuración individuales apropiadas para el subdirectorio. ASP.NET usa un esquema de configuración jerárquica que permite la herencia de opciones de configuración para minimizar las entradas existentes en el web.config dentro de un subdirectorio. 
Cada aplicación web en ASP.NET hereda su web.config base desde el web.config de la máquina localizado en %SystemRoot%\Microsoft.Net\Framework\v#.#.#.#\CONFIG, aunque secciones individuales pueden ser asignadas en el web.config principal usando la directiva <location> y bloqueos utilizando el elemento allowOverride.<customErrors>

## Uso en IIS 6 y IIS 7
En IIS 6, el directorio que es la raíz de la aplicación web necesita ser configurado como una aplicación vía la pestaña de propiedades de Directorio Principal o Directorio Virtual en el Administrador de IIS del sitio.
IIS 7 no tiene este requerimiento, haciendo la configuración de aplicaciones web significativamente más fácil.